# Трилогія «Справжня північ»
Трилогія «Справжня північ» (англ. True North) — серія комедійних хорорів, написаних та знятих Кевіном Смітом. Вона складається з трьох фільмів: «Бивень», «Йогануті» та «Щелепи лося».

## Бивень
«Бивень» — перший фільм трилогії, оснований на історії одного з епізодів подкасту Кевіна Сміта SSModcast. В ньому зіграли Майкл Паркс, Джастін Лонг, Хейлі Джоел Осмент і Генезис Родрігез. Світова прем'єра відбулася на Міжнародному кінофестивалі у Торонто, перш ніж він вийшов 19 вересня 2014 року. «Бивень» примітний тим, що це перший широкий реліз Сміта з часів «Парочки копів», а також резонансною роллю Джонні Деппа та невтішним кінопрокатом.

## Любителі йоги
«Йогануті» — другий фільм «Справжньої півночі». Він є спін-офом «Бивня». В ньому знову зіграв Джонні Депп, а також його донька Лілі-Роуз Депп та донька Сміта Гарлі Квінн Сміт. Фільм розповідає про двох 15-річних дівчат з Манітоби, які після провальних спроб потрапити на вечірку старшокласників об'єднуються з мисливцем за головами для боротьби з стародавнімі силами зла. Фільм отримав невтішні відгуки як критиків, так і глядачів.

## Щелепи лося
«Щелепи лося» — третій та останній фільм трилогії. Сміт описує сюжет, як "Щелепи", але тільки з лосем. Крім цього, буде сцена з вбивцею-лосем, який пожирає маленьку дівчинку.